# Achilleus Tatios
Achilleus Tatios (greacă: Ἀχιλλεὺς Τάτιος; sec. 2 d. Hr.) este un scriitor grec. Originar din Alexandria (Egipt) este autorul unui roman de dragoste în 8 cărți, Întâmplările Leucippei și ale lui Cleitofon (Ta kala Leukippen kai Kleitophonto), care narează iubirea și destinul aventuros al celor doi eroi, prelucrând povestirile mitologice despre Isis și Osiris. Scris la persoana întâi și într-un stil simplu, nu lipsit de farmec, romanul l-a influențat pe Heliodor din Emesa și s-a bucurat de o largă circulație în epoca bizantină.